# Hyperechia imitator
Hyperechia imitator là một loài ruồi trong họ Asilidae. Hyperechia imitator được Grünberg miêu tả năm 1907. Loài này phân bố ở vùng nhiệt đới châu Phi.